# Freak
"Freak" er en sang skrevet af Billy Corgan og indspillet af Smashing Pumpkins. Den er den første officielle single fra bandets syvende album Teargarden by Kaleidyscope, der er blevet udgivet gratis på internettet siden december 2009. "Freak" er den første sang på Teargarden by Kaleidyscope-projektets anden ep, The Solstice Bare, der blev udgivet i november 2010.  
Som alle andre sange på Teargarden by Kaleidyscope blev "Freak" udgivet som gratis download på bandets officielle hjemmeside Arkiveret 10. marts 2011 hos  Wayback Machine. Det har været muligt at downloade sangen siden d. 24. juli 2010. Sangen blev spillet live første gang præcis ét år før d. 24. juli 2009 ved en koncert med Spirits in the Sky (Billy Corgans hyldestband til Sky Saxon). Det var bandets første sang siden "G.L.O.W." fra 2008, der opnåede et hitlisteplacering på Billboard. Siden er sangen blevet en fast del af bandets koncerter.